# Phorinia pictipennis
Phorinia pictipennis är en insektsart som beskrevs av Bolívar, I. 1914. Phorinia pictipennis ingår i släktet Phorinia och familjen gräshoppor. Inga underarter finns listade i Catalogue of Life.